# Legion
Legion — второй студийный альбом американской дэт-метал-группы Deicide, издан лейблом Roadrunner Records в 1992 году.
Legion считается одним из наиболее успешных и почитаемых фанатами группы, а сам альбом разошёлся более 100.000 копий, что делает его самым продаваемым альбомом дэт-метала после альбома The Bleeding группы Cannibal Corpse. В музыкальном группе альбом включает разнообразные тяжёлые риффы, техничен, а песни его имеют более сложную структуру, чем в других альбомах. Этот альбом заложил основы характерного звучания группы.
Первая песня альбома, «Satan Spawn, the Caco-Daemon», содержит вступительное сообщение. Спустя 20 секунд после начала песни, голос говорит «Satan Spawn, the Caco-Daemon».
По признанию барабанщика группы Стива Ашейм, альбом «балансировал между брутальностью и коммерческой успешностью», стараясь сохранить и то, и другое.

## Обложка
Фронтмен Deicide Глен Бентон утверждает, что сам нарисовал обложку альбома. Он сказал: «Когда я делал обложку для альбома Legion, компьютеры были ещё чертовски новыми. Никто ничего не знал о трёхмерном искусстве или чём-то подобном. И я был первым, кто вообще связался с этим».

## Оценки
| Оценки критиков | Оценки критиков |
| Источник        | Оценка |
| --------------- | --- |
| AllMusic        | [ 3 ] |
| Kerrang!        | 4 из 6 звёзд · 4 из 6 звёзд · 4 из 6 звёзд · 4 из 6 звёзд · 4 из 6 звёзд · 4 из 6 звёзд                                                                       |
| Metal Storm     | 8 из 10 звёзд · 8 из 10 звёзд · 8 из 10 звёзд · 8 из 10 звёзд · 8 из 10 звёзд · 8 из 10 звёзд · 8 из 10 звёзд · 8 из 10 звёзд · 8 из 10 звёзд · 8 из 10 звёзд |

В интервью 1995 года Глен Бентон высказывался о альбоме Legion. По словам музыканта, ему не всё понравилось в этой работе. Бентон отметил, что компания-студия торопила группу с выпуском альбома, и качество производства не соответствовало его ожиданиям.

## Список композиций
| №                   | Название                                  | Длительность |
| ------------------- | ----------------------------------------- | ------------ |
| 1.                  | «Satan Spawn, the Caco-Daemon»            | 4:26         |
| 2.                  | «Dead But Dreaming»                       | 3:13         |
| 3.                  | «Repent to Die»                           | 3:59         |
| 4.                  | «Trifixion»                               | 2:57         |
| 5.                  | «Behead the Prophet (No Lord Shall Live)» | 3:44         |
| 6.                  | «Holy Deception»                          | 3:19         |
| 7.                  | «In Hell I Burn»                          | 4:36         |
| 8.                  | «Revocate the Agitator»                   | 2:47         |
| Общая длительность: | Общая длительность:                       | 28:55        |

## Участники записи
- Глен Бентон — бас, вокал
- Брайн Хоффман — гитара
- Эрик Хоффман — гитара
- Стив Ашейм — ударные